# Диплатинаиттербий
https://t.me/Furry_From_Ukraine
Диплатинаиттербий — бинарное неорганическое соединение, интерметаллид
платины и иттербия
с формулой Pt2Yb,
кристаллы.

## Получение
- Сплавление стехиометрических количеств чистых веществ:

{\displaystyle {\mathsf {2Pt+Yb\ {\xrightarrow {1500^{o}C}}\ Pt_{2}Yb}}}

## Физические свойства
Диплатинаиттербий образует кристаллы
кубической сингонии,
пространственная группа F d3m,
параметры ячейки a = 0,7546 нм, Z = 8,
структура типа димедьмагния MgCu2.
Соединение образуется по перитектической при температуре ~1500 °C.
При температуре 0,85 К в соединении происходит ферромагнитное упорядочение.